# Pireneji-Jug
Pireneji-Jug (fra. Midi-Pyrénées; oks. Miègjorn-Pirenèus; gas. Mieidia-Pirenèus) bivša (1982. – 2015.) francuska regija. Bila je najveća regija kontinetalne Francuske i sastojala se od 8 departmana.

## Povijest
Budući da je regija umjetno sastavljena u 20. stoljeću, svi dijelovi regije nemaju zajedničku povijest.
Oko 25% regije se sastoji od bivše provincije Gascogne, 25% od bivše provincije Languedoc, a ostatak od provincija Rouergue, Quercy, Nébouzan i Agenois.

## Administracija
Od 1998. na čelu regionalnog vijeća je Martin Malvy iz PS-a (Socijalističke partije). Njegova koalicija PS-PCF-PRG ima 62 zastupnika od 91 zastupničkog mjesta u regionalnom vijeću. UMP-UDF ima 21 zastupnika, a krajnje desni FN 8 zastupnika.

## Zemljopis
Regija Pireneji-Jug nalazi se na jugu Francuske. To je najveća pokrajina Francuske čija je površina veća od Danske. Na jugu graniči s državama Španjolskom i Andorom. Također graniči i s četiri druge regije Francuske: na zapadu s Akvitanijom, na sjeveru s Limousinom, na sjeveroistoku s Auvergne te na istoku s regijom Languedoc-Roussillon.
Regija Pireneji-Jug sastoji se od 8 departmana: Lot, Aveyron, Tarn, Haute-Garonne, Ariège, Hautes-Pyrénées, Gers i Tarn-et-Garonne. Administrativno središte regije je Toulouse, koji je ujedno i administrativno središte departmana Haute-Garonne.
Najveća rijeka je Garonne sa svoja četiri pritoka: Gers, Ariège,  Lot i Tarn.
U regiji postoje dva važna planinska masiva: Pireneji (les Pyrénées) na jugu i Središnji masiv (Massif Central) na sjeveroistoku regije. Pireneji čine prirodnu granicu sa Španjolskom.

## Stanovništvo
U regiji postoji veliki nerazmjer u starosti stanovništva. U glavnom gradu Toulouseu većinom živi mlađe stanovništvo, dok ostatak regije osjetno stari. Toulouse je ujedno grad u kojem su prihodi među najvećima u Francuskoj, odmah iza Pariza, dok su u ostatku regije osjetno niži.

## Jezici
Dva glavna lokalna jezika u regiji su oksitanski i gasconjski. Gaskonjski se tradicionalno govori na zapadu i jugozapadu regije (Gascogne, Bigorre, Quatre Vallés, Nébouzan, Comminges, Couserans), dok se okcitanski najviše govori na istoku i sjeveroistoku regije (Languedoc, Rouergue, Quercy, Comté de Foix).
Međutim, ti su jezici praktički pred izumiranjem u ovoj regiji i u velikoj ih je mjeri zamijenio francuski jezik. Te jezike razumiju uglavnom stariji ljudi u regiji.

## Vanjske poveznice
- Službena stranica regije Midi-Pyrénées  Arhivirana inačica izvorne stranice od 11. kolovoza 2011. (Wayback Machine)
- Turizam u Midi-Pyrénées

|  | Portal Francuske – Pristup člancima s tematikom o Francuskoj. |